# Charles Cavendish
Lord Charles Cavendish FRS (17 de março de 1704 — 28 de abril de 1783) foi um nobre, político e cientista britânico.

## Vida
Cavendish era o filho mais novo de William Cavendish, segundo duque de Devonshire, e Rachel Russell.
Em 9 de janeiro de 1727, Lord Charles Cavendish casou-se com Lady Anne de Gray (falecida em 20 de setembro de 1733), filha de Henry Gray, primeiro duque de Kent, e Jemima, sua primeira esposa. Eles tiveram dois filhos: Henry Cavendish (1731–1810), considerado um dos físicos e químicos mais talentosos de sua época, e Frederick Cavendish (1733–1812).
Cavendish entrou na Câmara dos Comuns por Heytesbury em 1725 e permaneceria como membro em várias cadeiras até 1741, quando entregou a "residência da família" de Derbyshire para seu sobrinho William Cavendish, Marquês de Hartington.

## Pesquisa científica
Em 1757, a Royal Society (da qual era vice-presidente) concedeu-lhe a Medalha Copley por seu trabalho no desenvolvimento de termômetros que registravam as temperaturas máximas e mínimas que alcançaram.
Charles Cavendish também foi um dos primeiros experimentadores do dispositivo de armazenamento elétrico, o jarro de Leyden, que chegou à Inglaterra em 1746. Seu interesse pela pesquisa elétrica foi transmitido a seu filho Henry, que também era um membro proeminente da Royal Society. Henry Cavendish era ainda mais conhecido do que seu pai pelos experimentos elétricos e também por outras descobertas da física, incluindo a famosa medição do balanço de torção da massa da Terra.
Um dos experimentos de Charles Cavendish com eletricidade parece ter sido uma tentativa de replicar o brilho do plasma visto durante o experimento inicial de Francis Hauksbee com um semivácuo no globo de vidro do gerador de fricção. Uma tese recente sobre arcos de plasma menciona o relato de Priestley de uma replicação disso pelo experimentador Benjamin Wilson (1721-1788):
Em 1759, quando Wilson repetiu os experimentos "planejados pela primeira vez por Lord Charles Cavendish", ele observou uma "aparência singular de luz sobre uma das superfícies do mercúrio" (de The History and Present State of Electricity, J Priestly (1775) vol. I, p. 355). O mercúrio (mercúrio) fazia parte do esquema de evacuação e não está claro, mas é possível, que Wilson estivesse se referindo a uma mancha catódica no mercúrio.